# Alt de Biscoi
L'Alt de Biscoi de 1162 metres, està situat a la comarca valenciana de l'Alcoià, entre els termes municipals d'Alcoi, al seu vessant nord, i Onil i Ibi pel vessant sud.
Forma part dels últims contraforts del Sistema Bètic amb una direcció predominant SO-NE. Pel seu vessant nord se situa en la partida de Polop Alt en el paratge conegut com el Racó dels Ratots. D'ell surt el barranquet de l'Aigüeta Amarga que assortix d'aigua al barranc del Troncal.
És travessat per la CV-801 comunicant Ibi, amb Alcoi i Banyeres de Mariola. En ell es troben el mas de Cortés, la casa del Portet i la Venta dels Cuernos.
No forma part del Parc Natural del Carrascar de la Font Roja a pesar de la seua proximitat i acceptable estat de conservació.